# 山海圳綠道
台江山海圳綠道，是台南市主要沿嘉南大圳的排水線、古直加弄圳舊圳道，串連台江內海與沿線安南、安定、新市、善化、官田等村落，台江國家公園、台灣歷史博物館、南科史前分館、曾文溪、官田、渡頭三座水橋（歷史建築），種樹築道，整治河川污染，由海佃國小《小台江》、台南社大台江分校、海尾朝皇宮等台江流域社群，共同倡議推動，成為台南市政府的旗艦計畫，整合台江國家公園、六河局、農田水利會等公私部門，從台江國家公園到烏山頭水庫，從安南區至官田區的人行及自行車道。
關鍵工程為穿越台南系統交流道連結東西兩端山海圳綠道之連通道。
部分路段屬於環島1號線。

## 簡介
自2012年，臺南市政府呼應台江流域NGO倡議，啟動山海圳綠道計畫，2013年部分道路完工。2014年底全線開通，自行車道沿嘉南大圳、鹽水溪排水的防汛道路旁而建置，起點從台江國家公園的四草湖開始，經九份子生態社區、海佃路生活圈、安和路生活圈、山海圳綠道橋、台灣歷史博物館、南科新港社文化館、南幹線、曾文溪水橋、渡仔頭及官田水橋，直到烏山頭水庫，計畫總長四十五公里。2015年9月底座台南市首座自行車跨橋啟用，將嘉南大圳兩岸串連，從北區到臺史館半小時就可以騎達。
2015年末，綠道再延長，新建在北段的官田嘉南大圳分歧工作站，途經曾文溪、官田溪、渡頭溪，至南科車站，長度十五．四公里，臺南市政府自籌二千萬元，向教育部體育署取補助三千萬元；另段施工的自行車道工程是往南延伸，從安平水鳥公園至市區健康路口、途經安平古堡、林默娘公園、億載金城等處，長約六．四公里，中央政府補助八百萬，臺南市政府自籌約六百萬元動工，未來計畫將再延伸至奇美博物館。

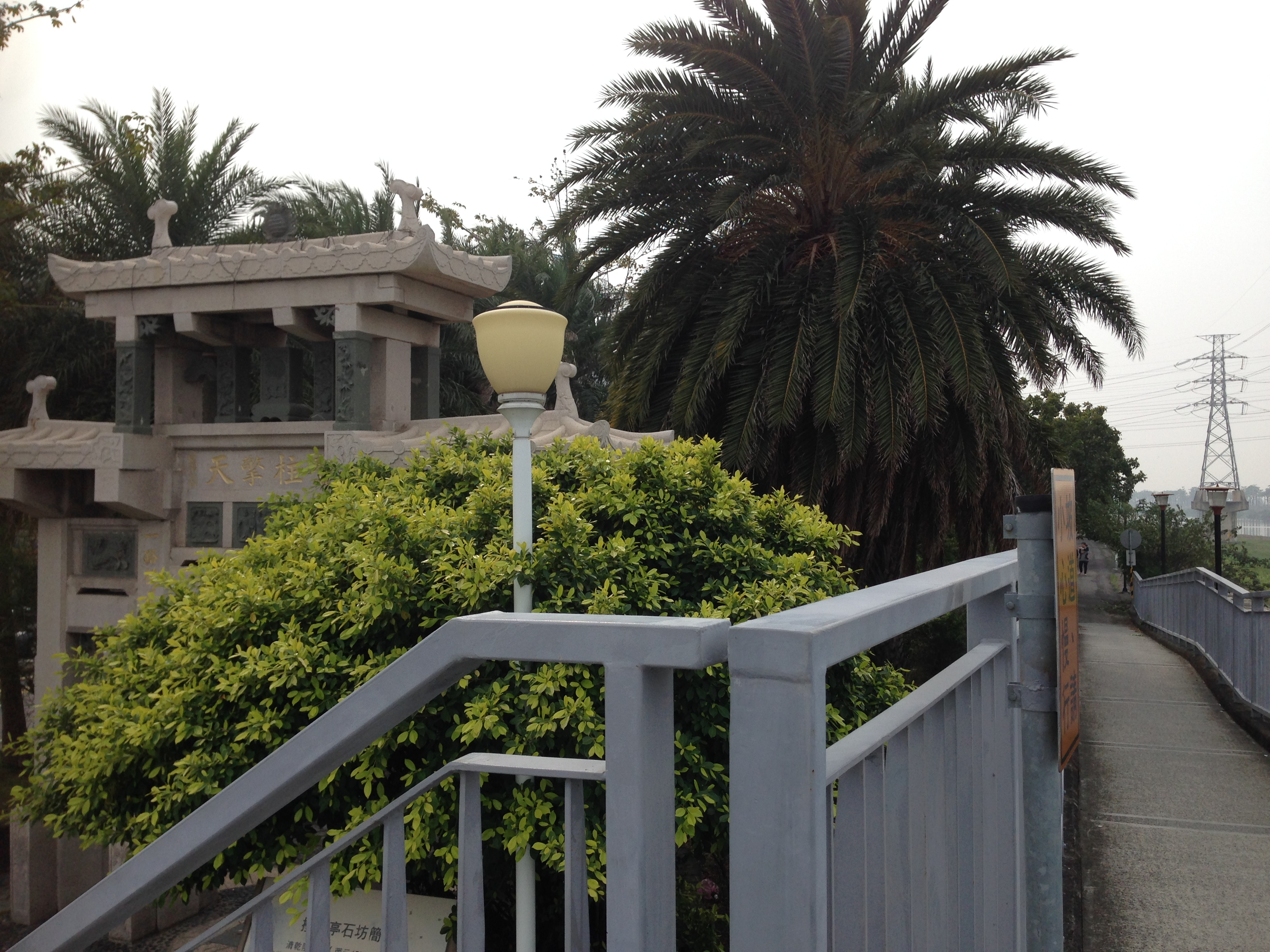
鹽水溪橋旁的仿製接官亭
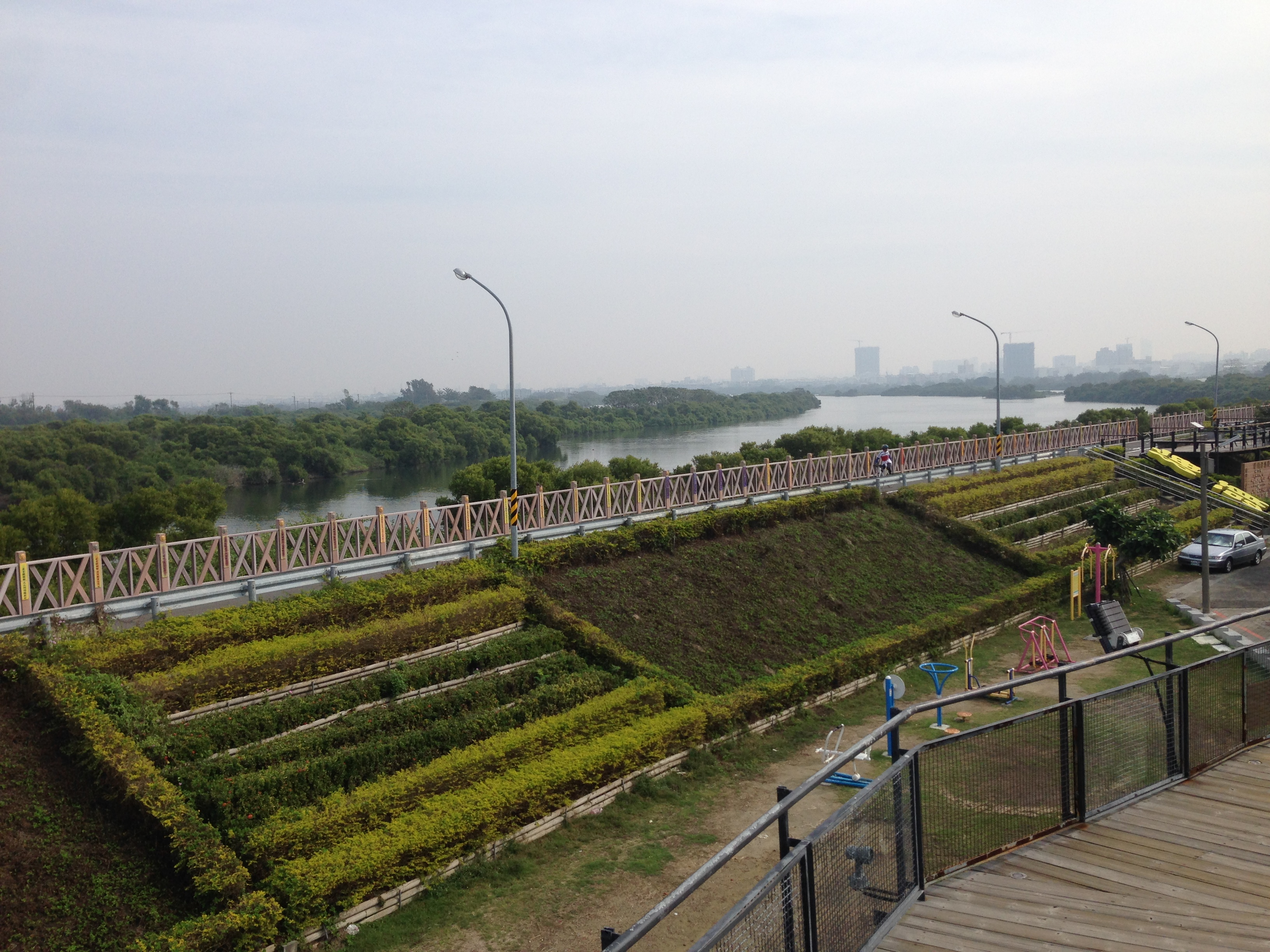
鹽水溪段旁的台江國家公園
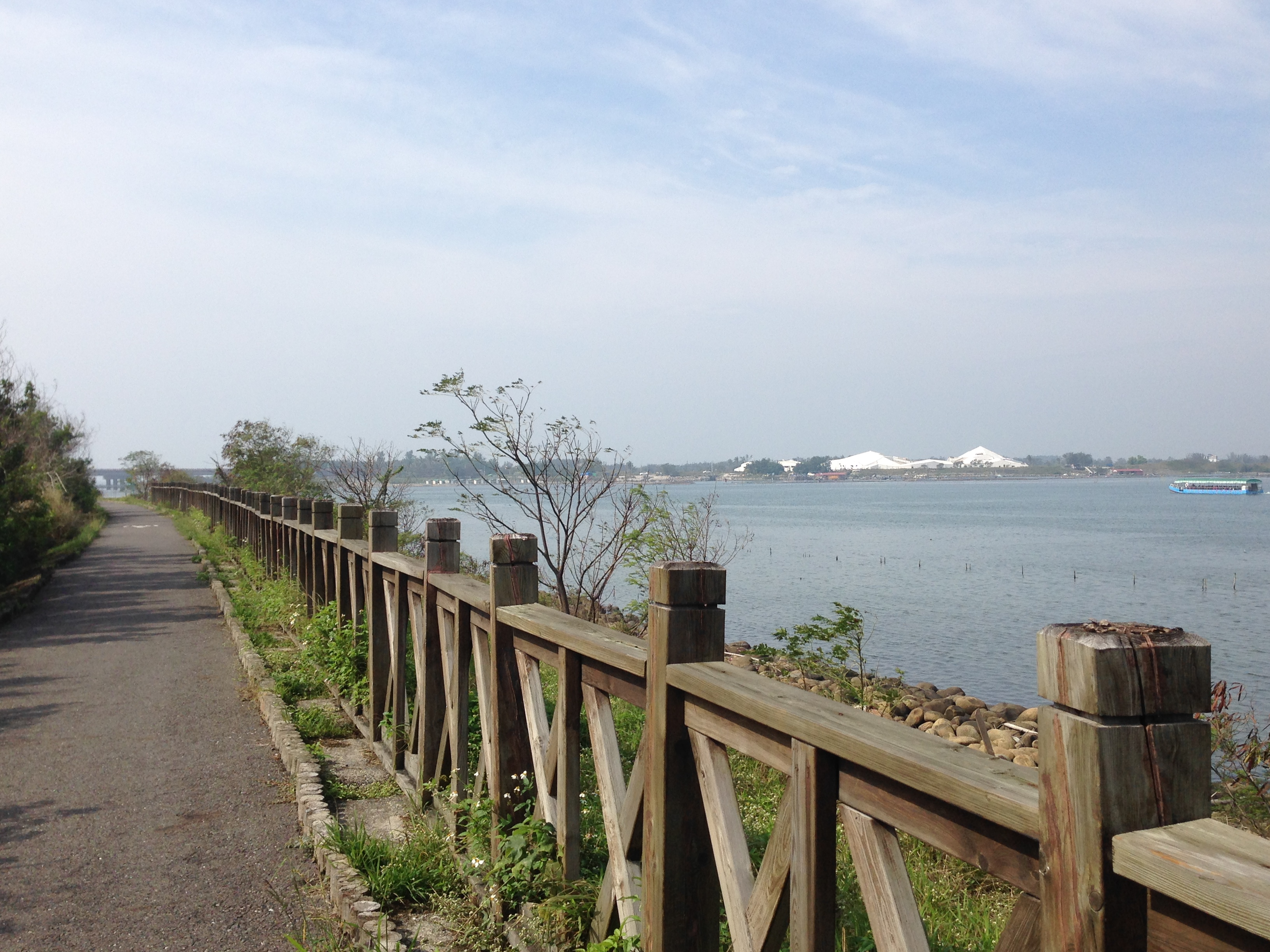
鹽水溪段的四草大橋與對岸的台江國家公園管理處

## 路線
- 大洲排水線與鹽水溪匯合處，設有起點牌面，行經排水線南岸道路至台17線。
- 大洲排水線橋樑與獨立路權路段 長度3.7公里。